# Goeldichironomus devineyae
Goeldichironomus devineyae är en tvåvingeart som först beskrevs av Beck 1961.  Goeldichironomus devineyae ingår i släktet Goeldichironomus och familjen fjädermyggor.
Artens utbredningsområde är Florida. Inga underarter finns listade i Catalogue of Life.